# Blaine megye (Nebraska)
Blaine megye az Amerikai Egyesült Államokban, azon belül Nebraska államban található. Megyeszékhelye Brewster, legnagyobb városa Dunning. Lakosainak száma 431 fő (2020. április 1.). Blaine megye Brown, Cherry, Loup, Custer, Logan és Thomas megyékkel határos.

## Népesség
A megye népességének változása:
| Lakosok száma | 472  | 495  | 514  | 482  | 487  | 431  |
|               | 2010 | 2011 | 2012 | 2013 | 2015 | 2020 |